# Liste von Web-Analyse-Software
Diese Liste führt Web-Analyse-Software u. a. zur Erstellung von Statistiken über die Nutzung und die Nutzer von Webseiten auf.
| Name                       | Plattform bzw. Programmiersprache             | Datenquelle                                               | Methode der Nachverfolgung                                         | Nutzungslizenz | Anbieter               |
| -------------------------- | --------------------------------------------- | --------------------------------------------------------- | ------------------------------------------------------------------ | -------------- | ---------------------- |
| Analog                     | C                                             | Webserver-Logdatei                                        | Webserver-Logdatei                                                 | GPL            | -                      |
| Analyzer                   | World Wide Web                                | firmenintern                                              | Cookies via JavaScript                                             | proprietär     | AT Internet            |
| AWStats                    | Perl                                          | Webserver-Logdatei                                        | Webserver-Logdatei                                                 | GPL            | -                      |
| Bango Mobile Web Analytics | World Wide Web                                | firmenintern                                              | Mobile ID, Cookies                                                 | proprietär     | Bango plc              |
| ClickTale                  | World Wide Web                                | firmenintern                                              | Cookies via JavaScript                                             | proprietär     | ClickTale              |
| CrawlTrack                 | PHP                                           | MySQL-Datenbank                                           | PHP-Pagetag                                                        | GPL            | -                      |
| econda Analytics           | World Wide Web                                | firmenintern                                              | Cookies via JavaScript                                             | proprietär     | econda GmbH            |
| etracker                   | World Wide Web                                | firmenintern                                              | Cookies via JavaScript                                             | proprietär     | etracker GmbH          |
| Google Analytics           | World Wide Web                                | firmenintern                                              | Cookies via JavaScript                                             | proprietär     | Google Inc.            |
| Insight                    | World Wide Web                                | firmenintern                                              | Cookies via JavaScript                                             | proprietär     | Adobe Inc.             |
| Mapmyuser                  | World Wide Web                                | firmenintern                                              | Cookies via JavaScript                                             | proprietär     | Mapmyuser, LLC         |
| Mint                       | PHP                                           | MySQL-Datenbank                                           | Cookies via JavaScript                                             | proprietär     | Shaun Inman            |
| m-pathy                    | World Wide Web                                | firmenintern                                              | Cookies via JavaScript                                             | proprietär     | m-pathy                |
| Netmind Core               | World Wide Web                                | firmenintern                                              | Cookies via JavaScript, Reverse-Proxy-Tracking, Webserver-Logdatei | proprietär     | Mindlab Solutions GmbH |
| Constellation Suite        | Node.js, C#, Flash / Flex, Azure, Windows PHP | SQL Server, MongoDB, SQL Server Analysis Services, Hadoop | Cookies via JavaScript                                             | proprietär     | New Elements GmbH      |
| Open Web Analytics         | PHP                                           | MySQL-Datenbank                                           | JavaScript, PHP-Pagetag                                            | GPL            | -                      |
| Matomo                     | PHP                                           | MySQL-Datenbank                                           | Webserver-Logdatei, JavaScript, PHP-Pagetag                        | GPL            | -                      |
| Piwik PRO                  | PHP                                           | MySQL / Maria                                             | Webserver-Logdatei, JavaScript                                     | proprietär     | Piwik PRO              |
| Quantcast                  | World Wide Web                                | firmenintern                                              | Cookies via JavaScript                                             | proprietär     | Quantcast Corporation  |
| Retrospective Log Viewer   | Windows / Linux / Mac                         | firmenintern                                              | Webserver-Logdatei                                                 | proprietär     | centeractive ag        |
| SiteCatalyst               | World Wide Web                                | firmenintern                                              | Cookies via JavaScript                                             | proprietär     | Adobe Inc.             |
| Sawmill                    | Windows, Linux, BSD, POSIX                    | MS SQL, MySQL, Oracle Database, PostgreSQL, Proprietär    | Webserver-Logdatei und Cookies via JavaScript                      | proprietär     | Flowerfire Inc         |
| Splunk                     | Windows, Linux, BSD, Solaris                  | proprietär                                                | Webserver-Logdatei                                                 | proprietär     | Splunk Inc.            |
| StatCounter                | World Wide Web                                | firmenintern                                              | Cookies via JavaScript                                             | proprietär     | StatCounter            |
| SimilarWeb                 | World Wide Web                                | Panel, Direktmessung, ISP-Daten, Webcrawler               | Netzwerkverkehr                                                    | proprietär     | SimilarWeb             |
| Surfstats                  | Windows                                       | FoxPro-Datenbank                                          | Webserver-Logdatei und Cookies (mit oder ohne JavaScript)          | proprietär     | Surfstats Software     |
| Tealeaf cx*                | Windows, Linux                                | MS SQL, proprietär                                        | Netzwerkverkehr                                                    | proprietär     | IBM                    |
| Trackboxx                  | Angular 8                                     | MySQL                                                     | Webserver-Logdatei                                                 | proprietär     | Trackboxx              |
| Unica NetInsight           | Windows, Linux, Solaris                       | MS SQL, DB2, Oracle Database, Netezza                     | Webserver-Logdatei und Cookies (mit oder ohne JavaScript)          | proprietär     | IBM                    |
| Urchin                     | Windows, Linux, BSD                           | MySQL, PostgreSQL                                         | Cookies und Webserver-Logdatei                                     | proprietär     | Google Inc.            |
| Webalizer                  | C                                             | Webserver-Logdatei                                        | Webserver-Logdatei                                                 | GPL            | -                      |
| W3Perl                     | Perl                                          | Webserver-Logdatei                                        | Webserver-Logdatei                                                 | GPL            | -                      |
| Webtrekk Q3                | World Wide Web                                | firmenintern                                              | Cookies via JavaScript                                             | proprietär     | Webtrekk               |
| Webtrends                  | World Wide Web                                | firmenintern                                              | Cookies via JavaScript                                             | proprietär     | Webtrends              |
| Woopra                     | World Wide Web                                | firmenintern                                              | Cookies via JavaScript                                             | proprietär     | iFusion Labs LLC       |
| Yandex Metrica             | World Wide Web                                | firmenintern                                              | Cookies via JavaScript                                             | proprietär     | Yandex                 |
| NetJunky Visible           | Swift, Java, PHP, JavaScript                  | firmenintern                                              | Cookies via JavaScript                                             | proprietär     | NetJunky.de            |

## Weiterführende Literatur
- Linkkatalog zum Thema Web-Analyse-Software, getrennt nach kommerziell und nicht-kommerziell bei curlie.org (ehemals DMOZ) (englisch)